# Юсово (Липецкая область)
Юсово — село Чаплыгинского района Липецкой области, административный центр Юсовского сельсовета.

## География
Село расположено на берегу реки Становая Ряса, с юга примыкает к райцентру городу Чаплыгин.

## История
Юсово упоминается в XVII веке под именем деревни Усовой, принадлежавшей к приходу с. Кривополянье. Первоначальное построение отдельной церкви в селе Юсово в честь Богоявления Господня относится к концу XVII или к началу XVIII века. В архивных документах встречается известие о «выдаче епитрахильной грамоты под 25 августа 1703 года и под 23 января 1706 года села Усова Богоявленскому попу Никите». Деревянная же церковь в честь Архистратига Божия Михаила построена была в 1769 году. Каменная Архангельская церковь с приделом в честь Боголюбской иконы Божией Матери, крестообразной формы, с каменной колокольнею и оградою ведет свое существование с 1849 года. В приходе ко Архангельской церкви, состоящем из одного села при 168 дворах, в 1885 году числилось мужского пола 543, женского пола 547. 
В 1936 году церковь была закрыта и частично разрушена. 
В XIX — начале XX века село входило в состав Крючковской волости Раненбургского уезда Рязанской губернии. В 1906 году в селе было 190 дворов.
С 1928 года село являлось центром Юсовского сельсовета Раненбургского района Козловского округа Центрально-Чернозёмной области, с 1954 года — в составе Липецкой области, с 1963 года — в составе Чаплыгинского района.

## Население
| 1859 | 1897  | 1906  | 2010  |
| ---- | ----- | ----- | ----- |
| 850  | ↗1161 | ↗1259 | ↘1093 |

## Инфраструктура
В селе имеются филиал МБОУ средняя школа № 4 г. Чаплыгина, дом культуры.

## Достопримечательности
В селе расположена действующая Архангельская церковь (1849) (отреставрирована в 2020 году). 